# 우도 바이어
우도 바이어(독일어: Udo Beyer, 1955년 8월 9일 ~ )는 전 동독의 육상 선수이자, 포환던지기를 주로 활약하였다.
오늘날 아이젠휘텐슈타트인 슈탈린슈타트에서 발열 기계공의 아들로 태어났다. 자신의 형제, 자매처럼 지방 스포츠 클럽의 핸드볼 선수로 활약하면서, 프랑크푸르트 구역의 팀을 대표하여 성공적인 골키퍼가 되었다.
스포츠 경력을 설득시키는 부친의 조언으로 바이어는 육상에 집중하게 되었다. 1969년 청소년 순회 경기 후에 프랑크푸르트에 있는 청소년 스포츠 학교로 옮겨 아비투어를 취득하였다. 동시에 SK 포르베르트스 프랑크푸르트의 회원이 되었다.
1973년 ASK 포르베르트스 포츠담으로 옮기고, 포츠담에서 포환던지기에 집중하였으며 대학에서 체육 교사가 되는 공부를 하였다.
1976년 몬트리올 올림픽에서 금메달을 획득하였고, 수많은 세월동안 동독 국가 대표 육상 팀의 주장을 지낸 바이어는 1978년 "올해의 독일민주공화국의 스포츠맨"으로 선정되었다.
1980년 모스크바 올림픽에서 그와 여동생 기젤라, 남동생 한스게오르크가 함께 참가하였으며, 한스게오르크는 핸드볼 금메달을 획득하였고 기젤라는 원반던지기에서 4위를 하였다. 바이어는 포환던지기 2연승을 꿈꾸었지만 3위로 왔다.
동독 독재 시절이었던 당시 그는 슈타지의 비공식 요원으로 (IM: Inoffizieller Mitarbeiter) 비밀리에 일했다. 모든 비공식 요원들은 가명으로 IM 코드명을 갖고 있었다. 그는 코드명 '캡틴'으로 일했다. 베를린의 슈타지 박물관에 그의 사진과 실명이 공개되어 있다.
동구권의 1984년 로스앤젤레스 올림픽 불참으로 인하여, 1988년 서울 올림픽에 돌아온 바이어의 스포츠 전성기가 끝나기 시작하였다. 1992년 바르셀로나 올림픽에서는 물리 요법사 여동생 구드룬과 함께 나오기도 하였다. 자신의 스포츠 경력이 끝난 후, 바이어는 포츠담에서 여행사 대리인으로 일하기 시작하여 자신의 여행사를 차렸다.
2004년 이래 바이어는 할레에 있는 독일의 가장 오래된 초콜릿 공장 할로렌의 초콜릿 대사를 지내왔다. 또한 병든 어린이들과 그들의 가족들을 위한 중부 독일의 어린이 병원의 공식 대표이기도 하다.